# Всеобщие выборы в Гватемале (1926)
Президентские выборы в Гватемале прошли 5 декабря 1926 года. В результате победу одержал Ласаро Чакон Гонсалес, набравший 88,6% Хотя выборы были сфальсифицированы, Прогрессивная либеральная партия смогла получить несколько мест в Конгрессе.

## Результаты
| Кандидат                           | Партия                             | Голоса  | %     |
| ---------------------------------- | ---------------------------------- | ------- | ----- |
| Ласаро Чакон Гонсалес              | Объединённая партия                | 287 412 | 88,61 |
| Хорхе Убико                        | Прогрессивная либеральная партия   | 36 940  | 11,39 |
| Недействительных/пустых бюллетеней | Недействительных/пустых бюллетеней |         | -     |
| Всего                              | Всего                              | 324 352 | 100   |
| Источник: Nohlen                   |                                    |         |       |